# Magazyn reporterów
Magazyn reporterów, magazyn reporterski, magazyn interwencyjny, magazyn interwencyjno-reporterski, program interwencyjny, program reporterski, program interwencyjno-reporterski – program telewizyjny, w którym pokazywane są reportaże o problemach zwykłych ludzi, firm i instytucji publicznych. Pierwszy polski magazyn reporterów to Sprawa dla reportera nadawany w TVP1.